# شاهد 285
شاهد 285 هي مروحية هجومية إيرانية الصنع والتي تنتمي لعائلة مروحيات شاهد الإيرانية، تقوم بمهام قتالية وهجومية. المروحية تم تطويرها من المروحية بيل 206 تم تصنيعها بخبرات إيرانية، قادرة على مهاجمة المدرعات والقطع البحرية.
وقد قامت المروحية اثناء المناورات بتنفيذ مختلف المهام كالتحليق الجماعي والقتال المباشر واسناد القوات البرية ونقل القيادات العسكرية بشكل سريع واستهداف الدبابات والزوارق للعدو المفترض.
- يُذكَر ان حرس الثورة الإسلامية الإيراني بدأ في منتصف العقد السبعين من القرن الماضي، بوضع تصاميم لسلسة من جيل مروحية شاهد ووِضِعَت عدة نماذج من هذا الجيل، حيث ان مروحيات شاهد 216 و 385 و 278 هي من أكثر النماذج الناجحة لهذه العائلة.

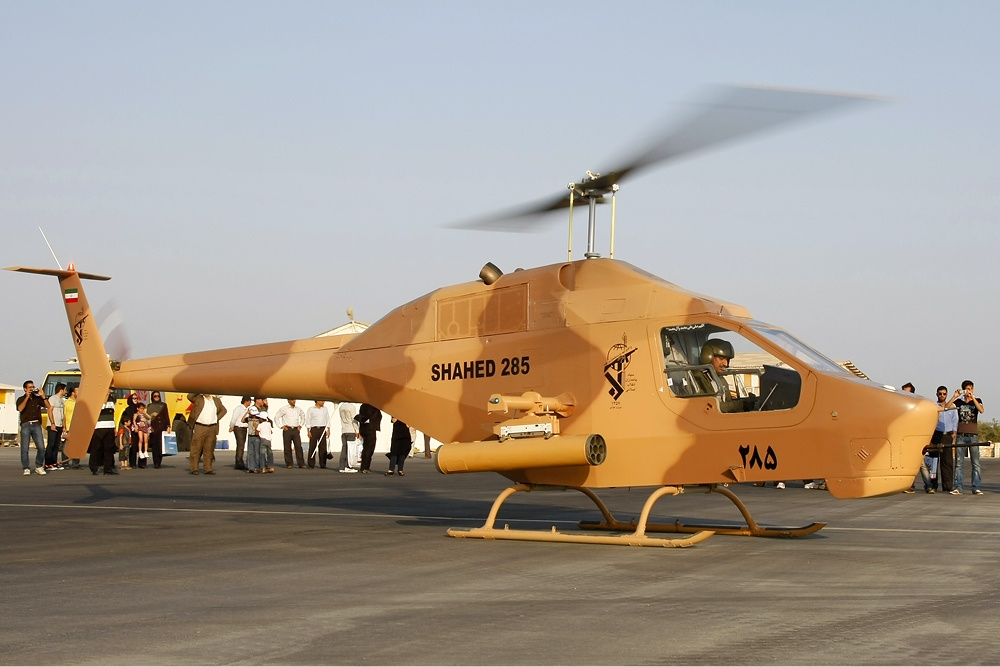
مروحية شاهد 285 الإيرانية، والتي تنتمي لعائلة مروحيات شاهد

## التسليح
من الممكن ان تزوَّد مروحية شاهد 285 بعدة اسلحة مثل الصواريخ الموجهة وغير الموجهة والمدفعية والرشاش. فقد زوِدَت هذه المروحية برشاش من عيار 12.7 ميليمتر.
وتُعتبَر مروحية شاهد قبل كل شيء مروحية هجوم واستطلاع خفيفة، ويمكن ان تكون اما مزودة بالأسلحة أو دونها. وبهذا الشكل يحصل الجنود الإيرانيون على منظومة جيدة لكل الظروف.

## الإنتاج الوفير
فقد دخلت مروحية شاهد 285 مرحلة الإنتاج الوفير وذلك بعد نجاحها في مختلف الاختبارات، وتتميز هذه المروحية بالتصميم الإيروديناميكي وقدرة المناورة العالية، وتستطيع حمل مختلف الصواريخ المضادة للدروع، والاهداف البحرية بالإضافة إلى أنواع الرشاشات الثقيلة، وهي تلائم الظروف الجوية للأجواء الإيرانية.

## نماذج أخرى
ان لمروحية شاهد 285 ثلاث نماذج، وقد عزز دخولها الخدمة من إجراء العمليات الهجومية والعسكرية الخاصة، وساعد هذا الجيل من مروحية شاهد على قيام قوات حرس الثورة الإسلامية بعمليات استطلاع وتنفيذ عمليات عسكرية على اهداف مختلفة سطحية سواءً كانت برية ام بحرية.
ومن جملة الاسلحة التي زوِدَت بها هذه المروحية هي مدفع رشاش وقاذفات صواريخ، وصواريخ موجهة مضادة للدروع، وصواريخ مضادة للسفن من طراز كوثر.
ان الصور التي نُشرت لأحدث نماذج هذه المروحية تشير إلى إجراء تغييرات في غرفة قيادة مروحية شاهد، حيث تم تبديل اللوحات القديمة بلوحات جديدة رقمية، ويبدو من نتائج تعزيز القدرات العلمية والعملية للمتخصصين الإيرانيين في مجال الدفاع ان قوات حرس الثورة الإيرانية وبالاستفادة من تجاربها في تصميم وانتاج عائلة شاهد 285 اتجهت نحو تصميم وانتاج مروحيات أثقل وأكثر تجهيزاً.

## عَرضُها في معرض طهران للأسلحة
لقد عَرضَت جمهورية إيران مروحية خفيفة جديدة متعددة المهام من طراز شاهد 285، ولدى هذه الطائرة مروحة واحدة، وقد استُخدِمت خلال تصميمها مواد مركبة. كما وأُخِذ بالاعتبار خلال تصميمها امكانية الهبوط على السفن حاملة الطائرات.

## مروحيات شاهد تختبر طوربيدات تدمر اهدافاً متحركة تحت الماء
اطلقت مروحيات القوة البحرية لجيش الجمهورية الإسلامية الإيرانية من طراز شاهد في اليوم الثاني لإجراء المرحلة الرئيسية لمناورات الجيش في مياه الخليج بنجاح طوربيدات تم تطويرها من قبل الكوادر الفنية والهندسية لسلاح البحر ودمرت اهدافاً متحركة تحت الماء.

## معلومات سريعة
| البلد المصنع      | إيران                                         |
| المستخدم          | الجيش الإيراني- الحرس الثوري الإيراني         |
| الشركة المصنعة    | HESA                                          |
| الطول             | 12.94 م                                       |
| العرض             | 2.87 م                                        |
| الارتفاع          | 3.42 م                                        |
| الوزن فارغة       | 820 كغم                                       |
| طاقم              | 1                                             |
| المحرك            | 1                                             |
| التسليح           | رشاشات 12.7 ملم، صواريخ جو-ارض، وصواريخ جو-جو |
| سقف الخدمة        | 4610 م                                        |
| أول (توضيح) طيران | 2009                                          |
| دخول الخدمة       | 2010                                          |

## انظر ايضاً
- مروحية طوفان 2
- معدات القوات المسلحة الإيرانية
- سورنا 3 (روبوت)
- سرير 1 (طائرة بدون طيار)
- فطرس (طائرة من دون طيار)
- الطائرات الايرانية بدون طيار
- رعد 85 (طائرة بدون طيار)
- مهاجر(طائرة بدون طيار)
- صناعة السيارات الإيرانية
- أميد (قمر صناعي)
- شاهد 129
- اذرخش
- ذو الفقار (زورق صواريخ)
- ذو الفقار (دبابة)
- كرار